# Atelier historique de la langue française
L'Atelier historique de la langue française est une interface multidictionnaire sur CD-ROM permettant de naviguer entre différents dictionnaires et ouvrages de référence anciens portant sur la langue française. On retrouve deux versions de ce logiciel : l'Atelier historique de la langue française, qui comporte :
- Dictionnaire de la Curne de Sainte-Palaye (1876)
- Curiositez françoises d’Antoine Oudin (1640)
- Dictionnaire universel d’Antoine Furetière (1690)
- Le Dictionnaire de l’Académie française (éd. de 1762)
- Dictionnaire philosophique de Voltaire et compléments (1765)
- Dictionnaire universel des synonymes de Guizot (1822)
- Dictionnaire de la langue française d’Émile Littré (1872 et supp. de 1877)

et le Grand Atelier historique de la langue française, qui comporte en plus :
- Le Thresor de la langve francoyse de Jean Nicot (1606)
- Dictionnaire français contenant les mots et les choses de Pierre Richelet (1680)
- Dictionnaire étymologique de Gilles Ménage (1694)
- Dictionnaire des arts et des sciences de Thomas Corneille (1694)
- Dictionnaire universel françois et latin de Trévoux (1743-1752)
- Dictionnaire critique de l’Abbé J.F. Féraud
- Dictionnaire grammatical portatif de la langue française de l’Abbé J.F. Féraud

## Note
Des dictionnaires de langue ancienne, dont certains de ceux-ci, se trouvent en ligne gratuitement au format PDF sur Gallica, ou dans une interface, sur Dictionnaires d'autrefois et
XMLittré.